# Редуковані голосні
Редуко́вані голосні́  — голосні дуже короткої тривалості. У Міжнародному фонетичному алфавіті для позначення редукованих використовують літери зі знаком бревіс ([ ̆ ]). Схожий знак використовують для позначення нескладового характеру звука, у цьому разі він розташовується під літерою — [aɪ̯] («ай»).

## У слов'янських мовах
У праслов'янській мові існували два редукованих (надкоротких) голосних — [ŭ] і [ĭ], що в транскрипції праслов'янської мови позначаються кириличними символами ъ (*ъ) і ь (*ь). Це звуки середнього підняття: *ъ — непереднього, *ь — переднього ряду. За походженням вони являють собою праіндоєвропейські короткі голосні [ŭ] і [ĭ]; це підтверджується порівнянням з лексичним матеріалом споріднених мов: прасл. *synъ («син») — лит. sūnŭs, прасл. *medъ («мед») — лит. mĕdŭs, прасл. *sъnъ («сон» — від ранішого *sъpnъ) — грец. ύπνος («сон», «гіпноз»); прасл. *lьnъ («льон») — лит. lĭnas, прасл. *vьdova («вдова») — лат. vĭdua, прасл. *gostь («гість») — лат. hostĭs («ворог»). Довгі варіанти праіндоєвропейських голосних u і i ([ū] і [ī]) дали початок іншим праслов'янським звукам — [ɨ] (у транскрипції праслов. мови — *y) і [i] (*i): прасл. *svekry («свекруха») — лат. socrūs, прасл. *viděti («видіти, бачити») — лат. vīdēre тощо. Звук [ĭ] (*ь), бувши голосним переднього ряду, у ранній праслов'янській мові спричинював пом'якшення попередніх задньоязикових приголосних (явище першої палаталізації).
Редуковані вимовлялися після приголосних у середині й кінці слова, утворюючи відкриті склади відповідно до чинного тоді закону відкритого складу; [ь] і [ъ] не вживалися на початку слова і після голосних. Залежно від тривалості і звучності вимови розрізнялися дві позиції [ь] та [ъ] — сильна й слабка; у першій вони мали дещо більшу тривалість і звучність, ніж у другій. У сильній позиції редуковані перебували в положенні перед складом з редукованим у слабкій позиції (*sъnъ, *mъxъ, *dьnь), у першому наголошеному складі (*dъkti), а також у сполученні з сонорними [l], [r] (*vьl̥kъ, *gъr̥nъ); у слабкій позиції вони перебували в положенні перед складом з нередукованим голосним (*bьrati, *kъnędzь, *sъto, *mъnogo) або з редукованим у сильній позиції (*dьnьsь), а також наприкінці слова (*domъ, *osenь, *idetь). Редуковані в прийменниках (останні, бувши проклітиками, фонетично примикали до наступного слова) могли бути і в сильній і в слабкій позиції залежно від характеру голосних у першому складі наступного слова: *kъ mъně, *vъ sъně (сильна позиція, пор. рос. ко мне, во сне, укр. уві сні), *kъ tobě, *vъ selě (слабка позиція, пор. рос. к тебе, укр. у селі). Винятками були редуковані у протиставному сполучнику *nъ («але», «но»), а також у вказівних займенниках *tъ («той»), *sь («цей», «сей»): вони завжди перебували в сильній позиції.
Окрім того, виділяють третю групу редукованих — так звані напружені редуковані. Вони утворювалися з [ь] і [ъ] у позиції перед [j] — зазвичай наприкінці слів. Для них не було спеціальних знаків, на письмі вони позначалися як и, ы або ь, ъ (у транскрипції їх записують [и̌], [ы̌] — з використанням гачека).

### Передавання складотворчих плавних
У деяких випадках ь, ъ не передавали редукованих. Так було у староцерковнослов'янській мові, де в сполученнях з літерами для плавних приголосних л, р вони позначали складотворчі плавні (староцерк.-слов. влъкъ, влъна, слъньце). Надалі в живій болгарській мові складотворчі плавні зникли, замінившись на сполучення звичайних плавних з голосними (болг. вълк, вълна, слънце), зберігшись лише в сербській, хорватській і словенській (а також у чеській і словацькій).

## Занепад слов'янських редукованих
Давні редуковані голосні не збереглися в жодній із слов'янських мов, у різний час або занепавши (в слабкій позиції), або вокалізувавшись (у сильній позиції). У давньоруських діалектах цей процес в основному припадає на XI — XII ст. Занепад [ь], [ъ] відбувся в кінці слова (голубь — голуб, садъ — сад) і перед складом з голосним повного творення (вьдова > вдова, съто > сто). Вокалізація [ь] > [е], [ъ] > [о] відбулася перед складом з редукованим слабким (дьнь > ден’, сънъ > сон), перед сонорним приголосним [р], [л], за яким ішов будь-який інший приголосний (вьрба > верба, вълна > волна), та в наголошеному складі незалежно від якості приголосного й голосного в наступному складі (тьща > теща, съкнути > сохнути).
Літера ь збереглася в східнослов'янських абетках для позначення м'якшення попереднього приголосного; літера ъ лишилася в російській графіці як знак роздільної вимови, в болгарській — як голосний [ɤ] змішаного ряду середнього підняття, середній між [a] і [ɨ] (дъб — «дуб»).

### Східнослов'янські мови
Занепад редукованих у слабкій позиції й вокалізація їх у сильній — одне з найважливіших фонетичних явищ давньоруської мови, що спричинило в ній ряд звукових змін, спільних для усіх східнослов'янських мов або властивих лише окремим з них. Спільним наслідком цього явища є, наприклад, зменшення в багатьох словах кількості складів (къ-ни-жь-ка > книж-ка, о-рь-лъ > о-рел); поява закритих складів (лъ-бъ > лоб), а отже, й припинення дії закону відкритого складу; виникнення нових груп приголосних; розвиток чергування вторинних (нових) [e], [o] з нулем звука (день — дня, праведний — правда < правьдьний — правьда, сотня — сто, кусок — куска < кусъкъ — кусъка; див. також випадні звуки) тощо. Інші звукові зміни, пов'язані з занепадом [ъ], [ь], властиві лише окремим мовам, наприклад, перехід із давнього дієслівного суфікса [л] минулого часу в [ў] в українській і білоруській мовах, на відміну від російської (зналъ, далъ < укр. знав, дав, фонет. [знаў], [даў]; біл. знаў, даў), хоч у позиції після приголосного він втрачений усіма східнослов'янськими мовами (неслъ, моглъ > укр. ніс, міг, біл. і рос. нёс, мог).
Редукований перед складом з [ь], [ъ] у сильній позиції був слабким і занепадав (жьньць > жнец’, сънъмъ > сном). Занепад і вокалізація редукованих — процеси, пов'язані між собою, перший розпочався дещо раніше, аніж другий. Найраніше він відбувся в початкових складах слова, що широко засвідчують писемні пам'ятки 2-ї пол. 11 ст. (книгы, зло, два, мнѣ та ін. із кънигы, зъло, дъва, мьнѣ), потім у середніх складах і найпізніше — в кінці слова.
Редукований [ь] у сильній позиції переходив переважно в [e], редукований [ъ] — в [o]. Втім, траплялись і винятки: прасл. *tьnъkъ > укр. і рос. тонкий, біл. тонкі.
Деякі специфічні для окремих східнослов'янських мов наслідки занепаду й вокалізації редукованих голосних відбивають ще давньоруські діалекти. Наприклад, у давньоруських іменниках типу львъ, рътъ слабкі редуковані в першім складі непрямих відмінків однини закономірно занепали, як це відбиває російська мова (льва, рта, лба), а в українській мові внаслідок пересування наголосу стали сильними й вокалізувалися (льва > лева, ръта > рота). Така специфіка може пояснюватися, зокрема, тим, що процеси, зумовлені занепадом та вокалізацією редукованих, були досить тривалі й діяли ще й на початку формування на основі давньоруських діалектів сучасних східнослов'янських мов. Редуковані голосні звуки виконували в давньоруській мові фонематичні функції, отже, коли вони занепали або розвинулись в [о] і [е], то склад давньоруських фонем зменшився на дві одиниці.

#### Українська мова
У сильній позиції редукований *ъ перейшов у [o] (*lъbъ > лоб, *rъtъ > рот), а *ь — у [e] (*otьcь > отець, *orьlъ > орел, *kozьlъ > козел).
У випадках, якщо попередній приголосний був вторинно пом'якшеним, *ь переходив не в [e], а в [o]: *l'ьnъ > льон, *pьn'ь > *pьn'ьkъ > *pьn'ъkъ > пеньок. У деяких словах утворений [o] зазнав ікавізму: *l'ьdъ > лід (род. відм. льоду).
В українській мові після зникнення редукованого наприкінці слова, звук [о] в попередньому складі (що після занепаду став закритим) отримував подовження і перетворювалися на [і] (ймовірно, через низку переходів [o] > [uu] > [uo] > [uɪ] > [ui] > [i]). Звук [e] у складі, закритому після занепаду редукованих, перейшов у [ē] — явище, відоме як «новий ять». Цей звук відрізнявся у вимові від праслов'янського ě, але на письмі він теж позначався символом ѣ.
Подовження не відбувалося, якщо голосний у закритому складі сам був за походженням колишнім редукованим: сон (< *sъnъ), вовк (< *vьlkъ), лоб (< *lъbъ), рот (< *rъtъ), мох (< *mъxъ). Це помітно також у закінченнях орудного відмінка однини: сином (< *synъmь), медом (< *medъmь). Деякі винятки з цього правила (утік при паралельній формі уток < прасл. *ǫtъkъ; форми родового відмінка множини бліх, сліз < прасл. *blъxъ, *slьzъ) можуть бути пояснені «виправленням» за аналогією. Не спостерігається зазвичай і перехід звуків [о] і [е] в [і] у словах з повноголоссям (берег, мороз, шолом) — це пов'язане з особливостями метатези плавних у східнослов'янських мовах. Форми борін, голів, корів, поріг та ін. могли, за одною з версій, з'явитися за аналогією зі словами ріг, кінь; за іншою — це пов'язане з особливостями музичного наголосу, що існував у давньоруські часи. Наслідком цих процесів стало специфічне для української мови чергування [е] — [і], [о] — [і]: печі — піч (< печи — печь), вози — віз (< возы — возъ).
Також відбувалася прогресивна асиміляція пом'якшеним приголосним, після якого занепав [ь], наступного [j] (знання, життя < знаньjе, житьjе); зміна [л] на [ў] перед іншим приголосним після вторинного [о], що виник з редукованого [ъ] (д.-рус. вълкъ, тълстыи > воўк, тоўстий, на письмі — вовк, товстий) тощо.
У деяких випадках ъ перейшов в [о] і в слабкій позиції наприкінці слова: «горно» (< *gъr̥nъ), «Дніпро» (< *Dněprъ).

#### Російська мова
У російській мові так само спостерігається перехід *ь в [jo] (*orьlъ > орёл, *kozьlъ > козёл, *lьnъ > лён, *lьdъ > лёд). Подовження голосного в закритих складах після зникнення редукованого не відбувалося, тому [о] і [е] зберігалися: воз, лёд.

#### Білоруська мова
У білоруській мові редуковані також зникли в слабкій позиції, а в сильній *ъ перейшов у [o] (у ненаголошеній позиції — в [a]), редукований *ь — у [je] (графічно е), [e] (графічно э), рідше — у [jo] (графічно ё), що в разі ствердіння попереднього приголосного переходило в [o] (*orьlъ > арол, *kozьlъ > казёл, *lьnъ > лён, *lьdъ > лёд).

### Західнослов'янські мови
У західнослов'янських мовах редуковані [ь] та [ъ] у сильній позиції злилися в один звук [е]: пор. пол. dzień, sen, cienki; чеськ. den, sen, tenký.

### Південнослов'янські мови
У південнослов'янських мовах розвиток проходив по-різному:
- У болгарській мові *ь злився з [е], а *ъ перейшов у звук, близький до ǫ (ѫ), але без назалізації. Надалі ǫ, втративши носовий характер, збігся з *ъ у звуку [ɤ], позначуваним на письмі літерою ъ.
- У македонській мові відбувався той же процес, що і в східнослов'янських: *ь злився з [e], *ъ — з [о].
- У сербській, словенській і хорватській мовах *ь та *ъ злилися з [a]: серб. дан/dan, сан/san, та̏нак/tȁnak, хорв. dan, san, tȁnak.

### Церковнослов'янська мова
У сучасній церковнослов'янській мові літери ъ і ь пишуться за традицією наприкінці слів (що закінчуються на приголосну) і на стиках морфем, але не мають фонетичного значення, тобто не вимовляються при читанні. В інших позиціях вживання цих літер відрізняється від практики староцерковнослов'янської мови: у слабких позиціях вони взагалі не позначаються (староцерк.-слов. бьрашно > сучасне церк.-слов. брашно), у сильних — замінені на о чи е (староцерк.-слов. слъньце > сучасне церк.-слов. солнце).
Проте, традиція вимови редукованих ъ і ь як [о] і [е] відповідно тривалий час зберігалася в так званих хомових (наонних, роздільнорічних) співах (рос. хомовое (наонное, раздельноречное) пение) — одному з різновидів старообрядських знаменних співів. Такий вид духовних співів набув поширення у Московській державі у середині чи наприкінці XV століття. Хомові співи вийшли з вжитку в середині XVII ст., досі використовуються лише старообрядцями-безпопівцями і почасти єдиновірцями.
Чи є хомові співи продовженням живої традиції голосної вимови праслов'янських редукованих чи пізнішою штучною конструкцією, досі остаточно не встановлено, але сам факт географічного збугу ареалів дуже пізнього занепаду редукованих (північноросійські діалекти) і переважного поширення безпопівщини (Помор'я) говорить на користь першої версії.

### Доля напружених редукованих
Напружені редуковані и̌ і ы̌ збіглися з праслов'янськими рефлексами *y і *i відповідно — у всіх слов'янських мовах, за винятком російської. У ній різниця напружених редукованих зі звичайними *ь, *ъ втратилася: и̌ так само перейшов у [e], а ы̌ — в [o]. Але відмінність між напруженими і ненапруженими залишила свій слід у ненаголошених закінченнях прикметників, де пишеться і вимовляється -ый, -ий (замість -ой, -ей). Частково це пояснюється впливом церковнослов'янської мови. Наприклад,
- прасл. *drъžati > укр. дрижати, рос. дрожать; прасл. *drъžь > укр. дрож, рос. дрожь
- прасл. *krъjǫ > укр. крию, рос. кро́ю
- прасл. *mъjǫ > укр. мию, рос. мо́ю
- прасл. *moldъi > укр. молодий, біл. малады, рос. молодо́й, але прасл. *novъi > укр. новий, біл. новы, рос. но́вый

## Занепад редукованих і зміна вимови приголосних
Занепад редукованих вплинув і на вимову приголосних у слов'янських мовах.
- Так, у праслов. *bъčela, *bьčela після занепаду редукованих звуки b і č, утворивши сполучення приголосних, уподібнилися або за дзвінкістю (укр. бджола) або за глухістю (укр. діал. пчола, рос. пчела, біл. пчала, пол. pszczoła < pczoła)[10][11][12].
- У д.-рус. съчѧстиѥ, съчастиѥ (прасл. *sъčęstьje), д.-рус. съчьтати (прасл. *sъčьtati) початковий *s після занепаду редукованого *ъ уподібнився наступному глухому заясенному африкату *č, перейшов у глухий заясенний фрикативний š, разом вони утворили «щ»: таке походження слова щастя, а також застарілого щитати («лічити», «рахувати»)[13].
- У д.-рус. чьто (прасл. *čьto) сполучення čьt після занепаду редукованого *ь перетворилося на «щ», як у слові що. Втім, існує версія, згідно з якою сполучник що походить від прасл. *čьso, *česo — форми родового відмінка *čьto[13].

## Цікаві факти
Дочка Ярослава Мудрого Анна Ярославна, ставши королевою Франції, підписувала документи кириличним письмом. На одному з таких документів, датованому 1063 роком, зберігся підпис  — АНА РЪИНА. Це написання відповідає давньофранцузькій вимові слова reine («королева») — roine, roÿne, roïne або raïne. Кириличний знак «ъ», таким чином, використовувався для передавання схожого редукованого звука, який тоді ще існував у старофранцузькій мові (сучасна вимова — МФА: [ʁɛn], «рен»).